# Kiełczewice Maryjskie
Kiełczewice Maryjskie – wieś w Polsce położona w województwie lubelskim, w powiecie lubelskim, w gminie Strzyżewice. Leży nad rzeką Bystrzycą (dopływ Wieprza).
W latach 1954–1968 wieś należała i była siedzibą władz gromady Kiełczewice Maryjskie, po jej zniesieniu w gromadzie Strzyżewice. W latach 1975–1998 miejscowość należała administracyjnie do województwa lubelskiego.
Wieś stanowi sołectwo gminy Strzyżewice. Według Narodowego Spisu Powszechnego z roku 2011 wieś liczyła 282 mieszkańców.

## Zabytki
Według rejestru zabytków Narodowego Instytutu Dziedzictwa na listę zabytków wpisane są obiekty:
- cmentarz wojenny z I wojny światowej, nr rej.: A/1079 z 31.12.1992.